# Elettrodomestico (album)
Elettrodomestico è il quarto album di studio del gruppo punk italiano Punkreas, pubblicato nel 1997 dall'etichetta Atomo Dischi, creata dalla stessa band.
Grazie a quest'album la popolarità della band crebbe ed il quintetto si esibì in festival di rilievo.

## Tracce
1. Sesto senso – 3:01
2. Senza sicura – 2:44
3. Vulcani – 3:34
4. Frecce avvelenate – 2:28
5. Il mercato del niente – 3:05
6. Ambarabà – 4:17
7. Vegetale – 2:24
8. Psichiatria – 2:45
9. Chiapas – 2:54
10. Ultima notte – 4:01

## Formazione
- Cippa - voce
- Noyse - chitarra
- Flaco - chitarra
- Paletta - basso
- Mastino - batteria